# Río Kurá
El río Kurá (en georgiano: მტკვარი, Mt'k'vari; en azerí: Kür; en turco: Kura; en armenio: Քուռ) es un río del extremo sureste de Europa o del extremo oeste de Asia que nace al sur de la cordillera del Cáucaso y fluye en dirección este por Turquía, Georgia y Azerbaiyán, hasta desaguar en el mar Caspio. Tiene una longitud de 1515 km (8° más largo de Europa) y drena una cuenca de 198 300 km².
El río atraviesa la capital de Georgia, Tiflis, (1 118 035 hab.), además de cuatro capitales regionales georgianas: Ajaltsije (18 452 hab.), Gori (54 700 hab.), Mtsjeta (19 423 hab.) y Rustavi (122 900 hab.)—, seis capitales de raión de Azerbaiyán: Mingachevir (99 775 hab.), Yevlaj (59 036 hab.), Sabirabad (29 665 hab.), Zardab (11 658 hab.), Shirvan (81 200 hab.) y Neftchala (20 510 hab.)—, y una capital provincial turca: Ardahan (19 075 hab.).
El Kurá antes era navegable hasta Tiflis, pero ahora las embarcaciones ya no llegan a causa de las obras de acondicionamiento y la explotación hidroeléctrica que han afectado a su curso y caudal. Está moderadamente contaminado debido a los centros industriales de Tiflis y Rustavi, en Georgia, aunque es considerado como una de las cuencas fluviales más estresadas en Asia. Eso ha causado la desaparición del desove natural de los esturiones, que antes frecuentaban el río. Su reproducción con fines industriales en tres centros azeríes, cuyo criadero experimental está en Neftchala, permite sin embargo una alta producción de caviar.

## Nombre

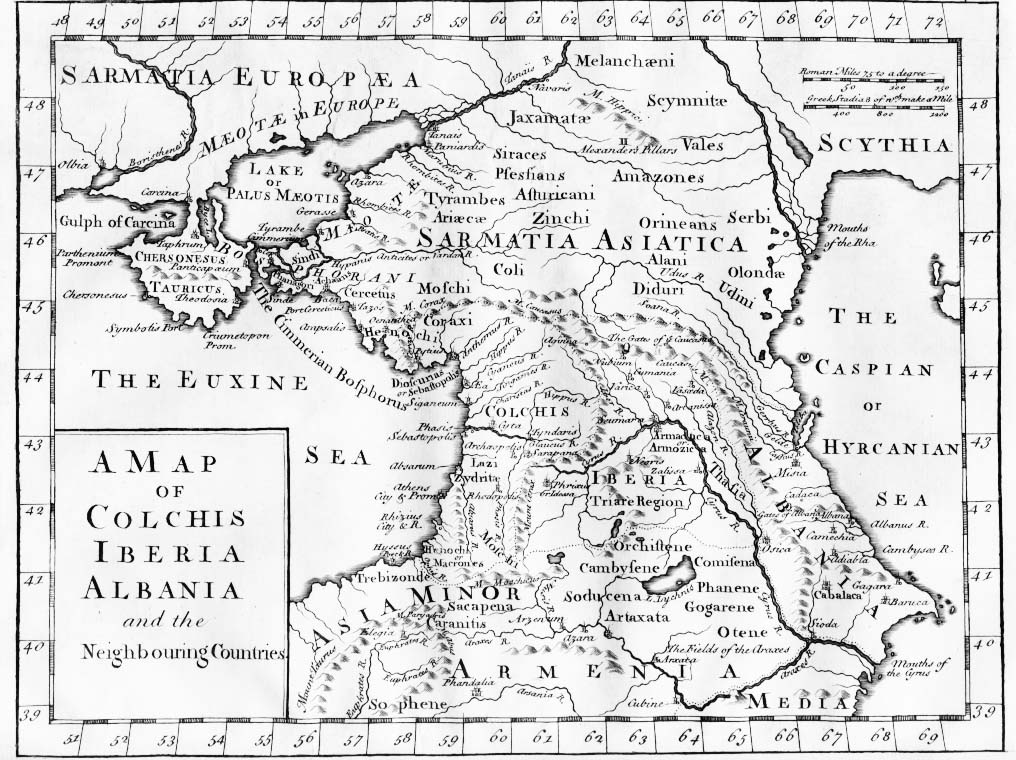
Mapa del en el que el río figura como Cyrus.

El nombre de Kurá proviene de Kúrosh, que es la pronunciación persa del nombre del rey persa Ciro el Grande. En algunos documentos antiguos encontrados en Occidente, el nombre del río era Cyrus.
El nombre en georgiano es Mtkvari, que significa «el lento». El nombre de Kurá fue adoptado en primer lugar por los cartógrafos rusos y después incorporado por el resto de los europeos.

## Historia
Ha habido pobladores en el valle del Kurá desde al menos 7000 años.[cita requerida] Los antiguos habitantes de las tierras bajas de la llanura de Kur-Araz llamaban al río Madre Kür, lo que refleja la importancia que el río ya tenía en la región. Las evidencias arqueológicas indican que ya existía agricultura de riego hace unos 4500 años en las tierras bajas del este del actual Azerbaiyán. En esa época fueron apareciendo algunos centros de comercio, incluyendo uno en Mingachevir, en Azerbaiyán, y otro en Mtsjeta, en Georgia.

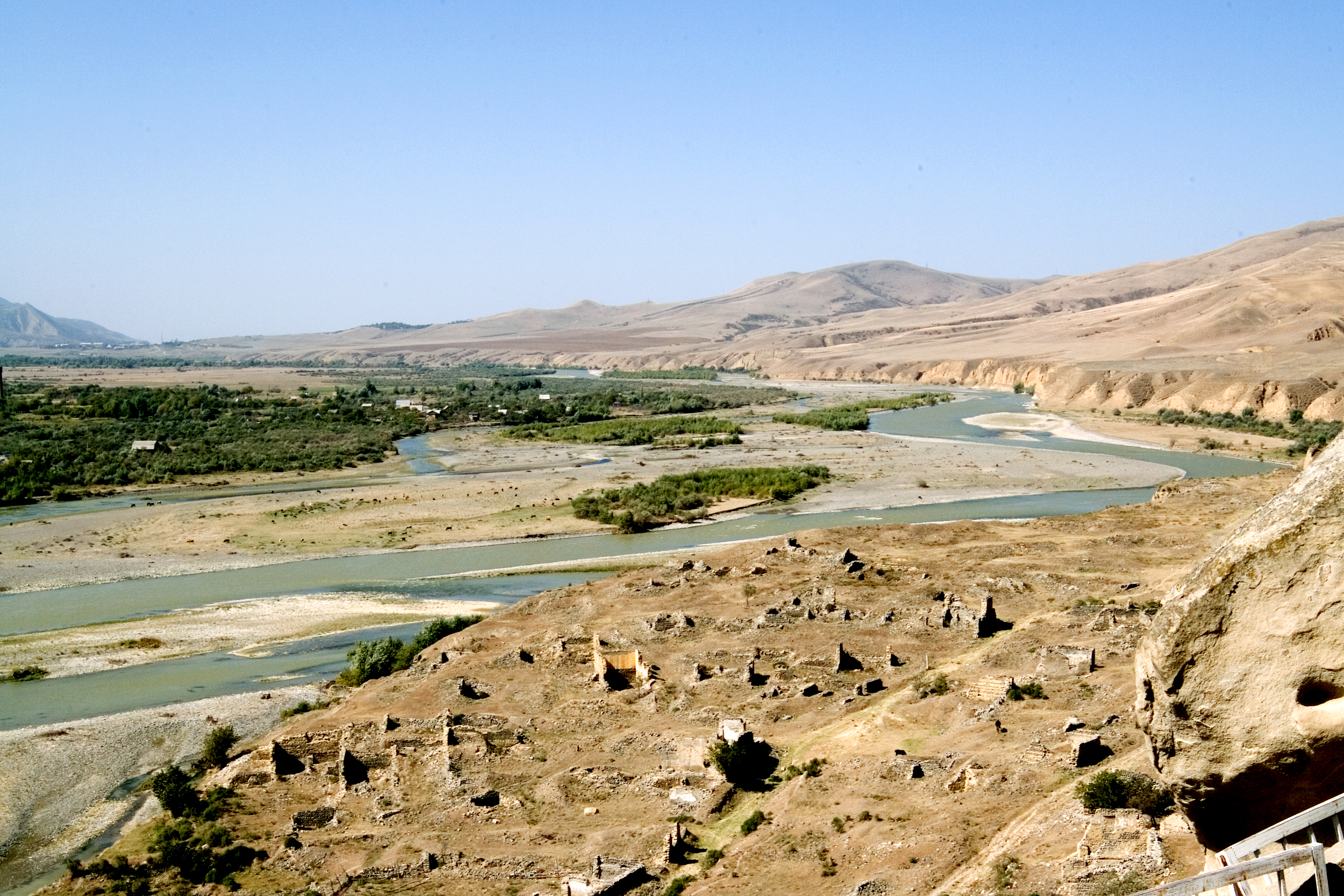
Restos en Uplistsikhe, (Georgia) uno de los primeros asentamientos en la parte baja del río

El sitio en Mingachevir (probablemente Sudagylan), el primero descubierto en la década de 1940 por el arqueólogo G.I. Ione, tenía «siete hornos rectangulares... La cámara de combustible era trapezoidal. Las paredes interiores y el piso estaban cubiertas de una cerámica especial. Estos hornos se atribuyeron al siglo III a. C. [hace 2300 años]. El número de hornos y la cantidad de materia prima indican un centro de comercio». El asentamiento fue probablemente destruido por un incendio alrededor de 600 d. C., pero su desaparición es incierta. Pero quizás el más famoso de los asentamientos antiguos en el Kurá es la «ciudad de la cueva» en Uplistsikhe, Georgia, que se ocupó por vez primera hace 3500 años. La ciudad, tallada en un acantilado en la ribera del Kurá con una superficie de 8 ha, tiene habitaciones, cámaras comunes, lugares de culto y almacenes subterráneas, todos conectados por una red de pasadizos. Alcanzó su punto de mayor esplendor hace alrededor de 1100 años como el centro político, religioso y cultural de la región en época del principado de Iberia, pero en el siglo XIII, cayó ante los invasores mongoles.
A pesar de que la agricultura de riego estaba bien establecida en la cuenca del Kurá desde hace miles de años, hasta la década de 1920 los humanos no tuvieron un efecto significativo en la ecología o hidrología de la región. Desde entonces, la tala, el pastoreo y sobre todo la agricultura comenzaron a causar graves problemas en la disponibilidad de agua en la cuenca. Muchas áreas boscosas de las montañas han sido reemplazadas por finos pastizales debido a la tala. Estos cambios, con consecuencias en los hábitat de algunas especies, han ido en detrimento de la ecología de la cuenca del Kurá. Después de la década de 1920, se drenaron los humedales y se crearon embalses para facilitar el desarrollo de las áreas irrigadas en el valle inferior Kurá.
En las décadas de los años 1950 y 1960, cuando la región del Cáucaso era parte de la Unión Soviética, comenzó la construcción de muchos embalses y obras hidráulicas de canalización y distribución en la cuenca del Kurá. De los principales embalses en la cuenca, uno de los primeros fue el de Varvara en 1952. La construcción a gran escala de presas se mantuvo hasta la década de los años 1970.

## Geografía

### Curso en Turquía
El río Kurá nace en el noreste de Turquía, en la provincia de Kars (antigua provincia georgiana de Tao) en un pequeño valle en la meseta de Kars del Cáucaso Menor, a una altitud de más de 2700 msnm. Tras un breve trayecto por Kahr entra en la provincia de Ardahan, donde discurre primero en dirección norte y después hacia el noreste, por altas zonas de montaña no muy pobladas, con cerradas gargantas, en las que pasa por pequeñas localidades como Balçeşme (733 hab. en 2010), luego cerca de Bucağı, donde le aborda el Kur Cayi por la izquierda, hasta llegar a la ciudad de Ardahan (19 075 hab.), la capital provincial menos poblada de las 81 capitales turcas. Ardahan está localizada en una zona donde el valle se ensancha en una amplia depresión entre montañas a una altitud de unos 1800 m, que aunque permanece medio año bajo la nieve se dedica a la agricultura y también es un paso crucial entre Georgia y Turquía, en particular para el transporte por carretera.
El río se vuelve a encañonar después y pasa muy cerca de dos grandes lagos, el lago Childir —que drena a través del río Aras— y el lago Khozapini, este último compartido con Georgia. Después, durante un corto tramo de algo más de 10 km su curso hace de frontera internacional entre Turquía-Georgia, donde se adentra por su parte suroccidental, la región de Mesjetia-Yavajetia, a una altitud de unos 1400 m.

### Curso en Georgia

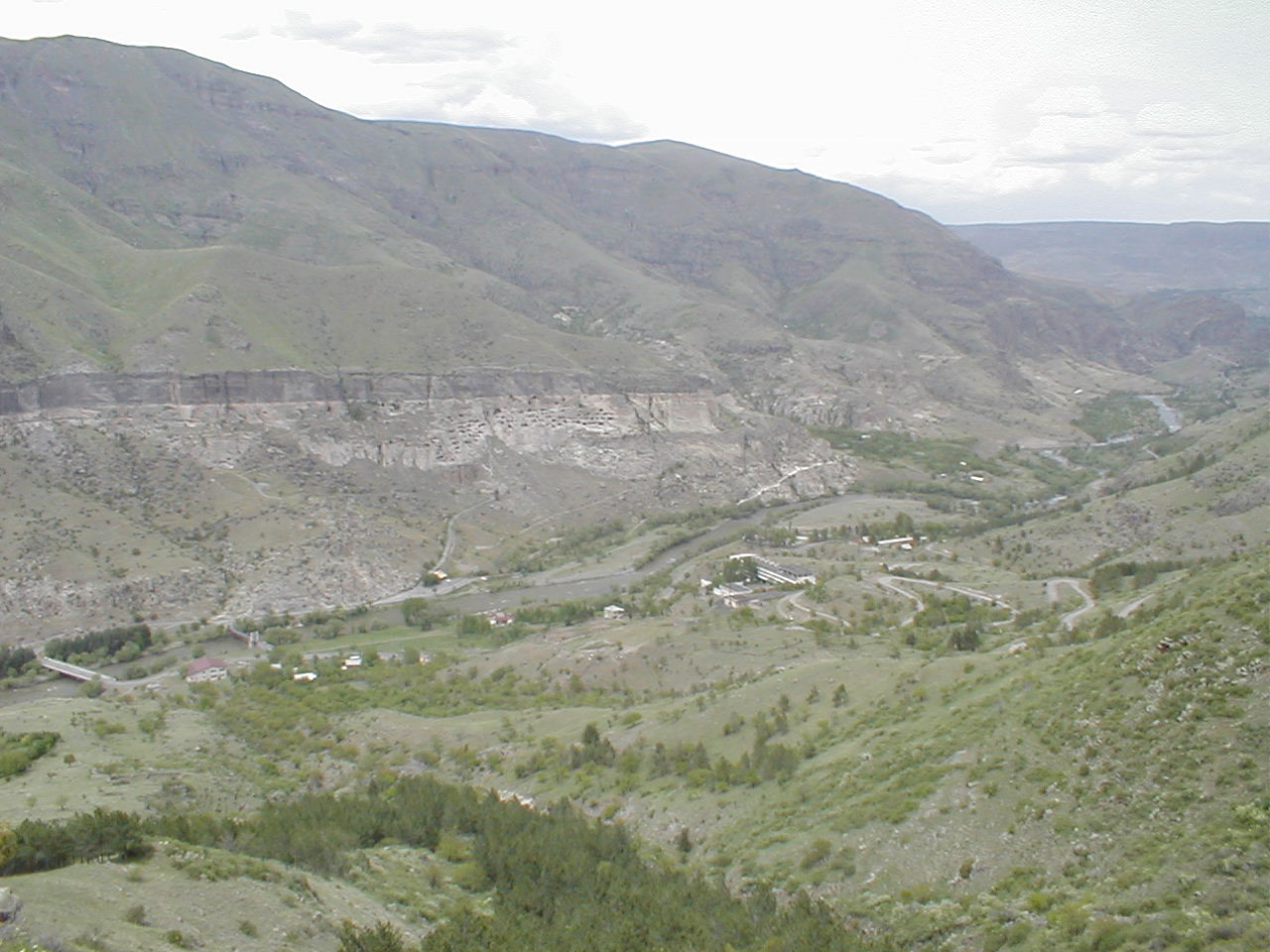
El monasterio excavado en la roca en Vardzia

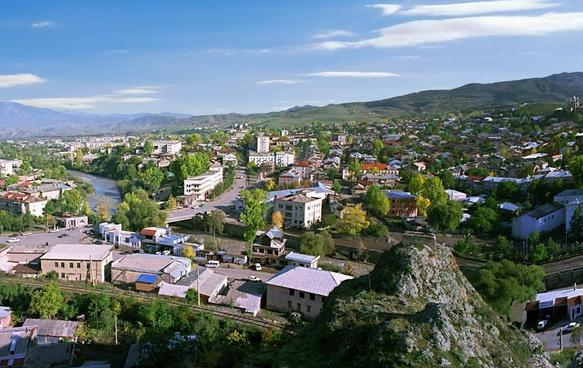
El río a su paso por Ajaltsije

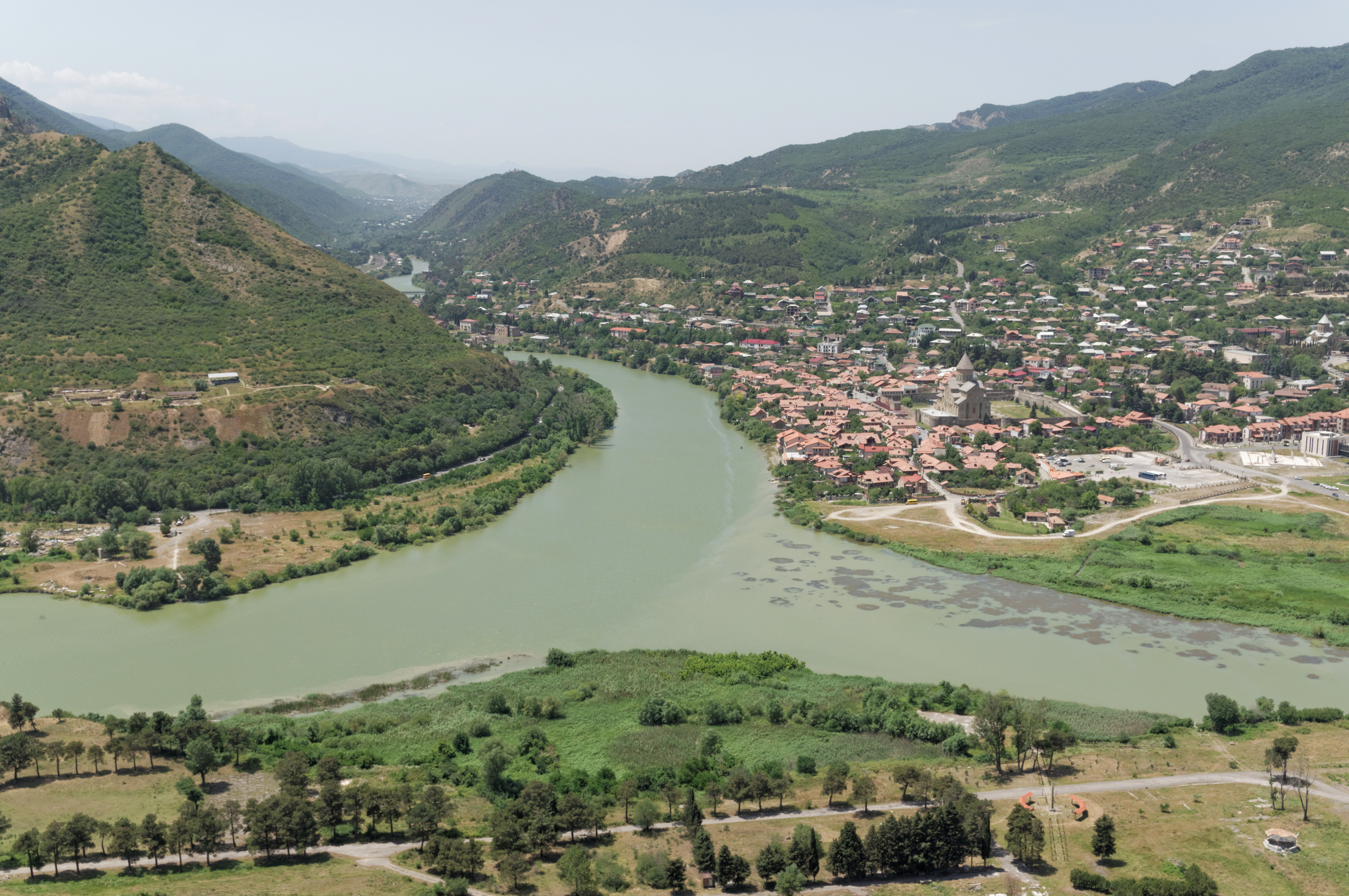
Confluencia del Aragvi y el Mtkvari (Kurá), en Mtsjeta.

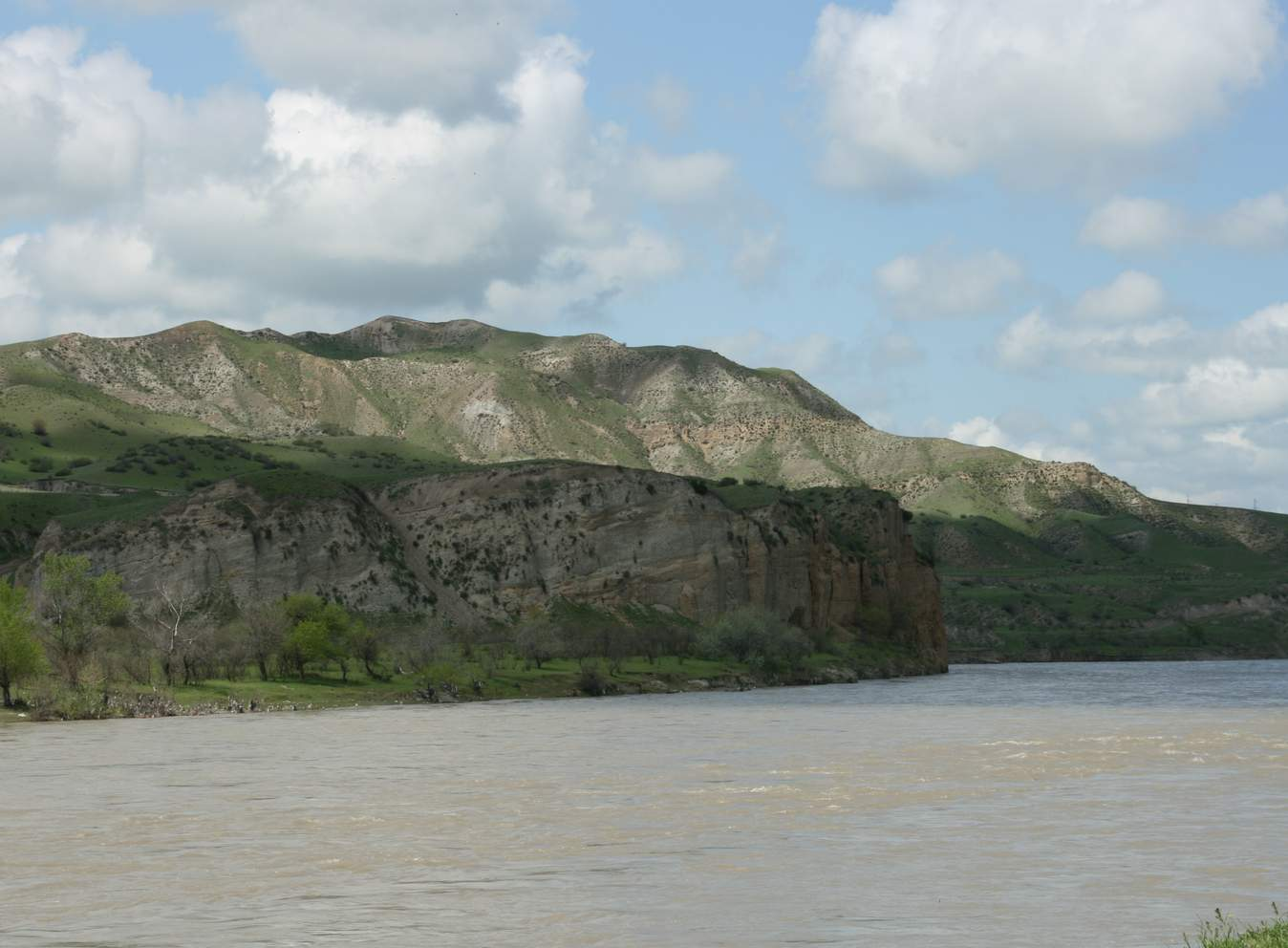
El río y los montes Iagludja vistos desde la fortaleza de Rustavi

Continúa el Kurá avanzando hacia el N-NE, por una zona montañosa con estrechas gargantas. El río pasa por las pequeñas localidades de Nakalakevi, Vardzia —donde hay un conocido monasterio excavado en la roca— y Aspindza (13 010 hab. en 2002), para llegar después a las inmediaciones de la capital regional, Ajaltsije (18 452 hab. en 2014), donde recibe al río Potskhovistskali. Después el Kurá se encañona durante un tramo de más de 70 km que empieza en Atskuri y acaba en Akhaldaba, y que es el límite meridional del gran parque natural de Borjomi-Kharagauli, un parque nacional establecido en 1995 con un área protegida de 850,47 km².
Sale de las montañas ya a a menos de 1000 m de altitud, ensanchándose el valle, en un tramo en el que empieza a describir una amplia curva hacia el NE y luego al SE. Entra en la región de Shida Kartli y pasa por Jashuri (28 560 hab. en 2002) y Kareli (7200 hab. en 2007), para alcanzar después la ciudad de Gori (54 700 hab. en 2014), la capital regional de Shida Kartli, localizada en un paso defensivo donde recibe por la izquierda, al río Gran Liakhvi (115 km).
Se vuelve a encaminar en un pequeño valle entre montañas y pasa bajo Uplistsikhe, un antiguo asentamiento ocupado desde la Edad de Hierro que jugó un importante papel como breve capital del principado de Iberia de los rebeldes georgianos durante la ocupación árabe. En este tramo el Kurá entra después en la región de Mtsjeta-Mtianeti y tras pasar por Kaspi (19 900 hab. en 2007), recibe por la izquierda al río Ksani (84 km), que llega desde Osetia. Sigue el Kurá por Dzegvi y luego alcanza Mtsjeta (19 423 hab.), una nueva capital regional. Localizada en otro estrecho paso defensivo donde recibe, también por la derecha, al río Aragvi (112 km), es una ciudad-museo que cuenta desde 1994 con la declaración de Patrimonio de la Humanidad de los Monumentos históricos de Mtsjeta, uno de los cuales, el monasterio de Jvari, se yergue sobre un acantilado en la confluencia del Kurá-Aragvi. Llega el Kurá enseguida a la capital nacional, Tbilisi (1 118 035 hab.), la ciudad más poblada de su curso.

El río a su paso por la capital georgiana Tbilisi
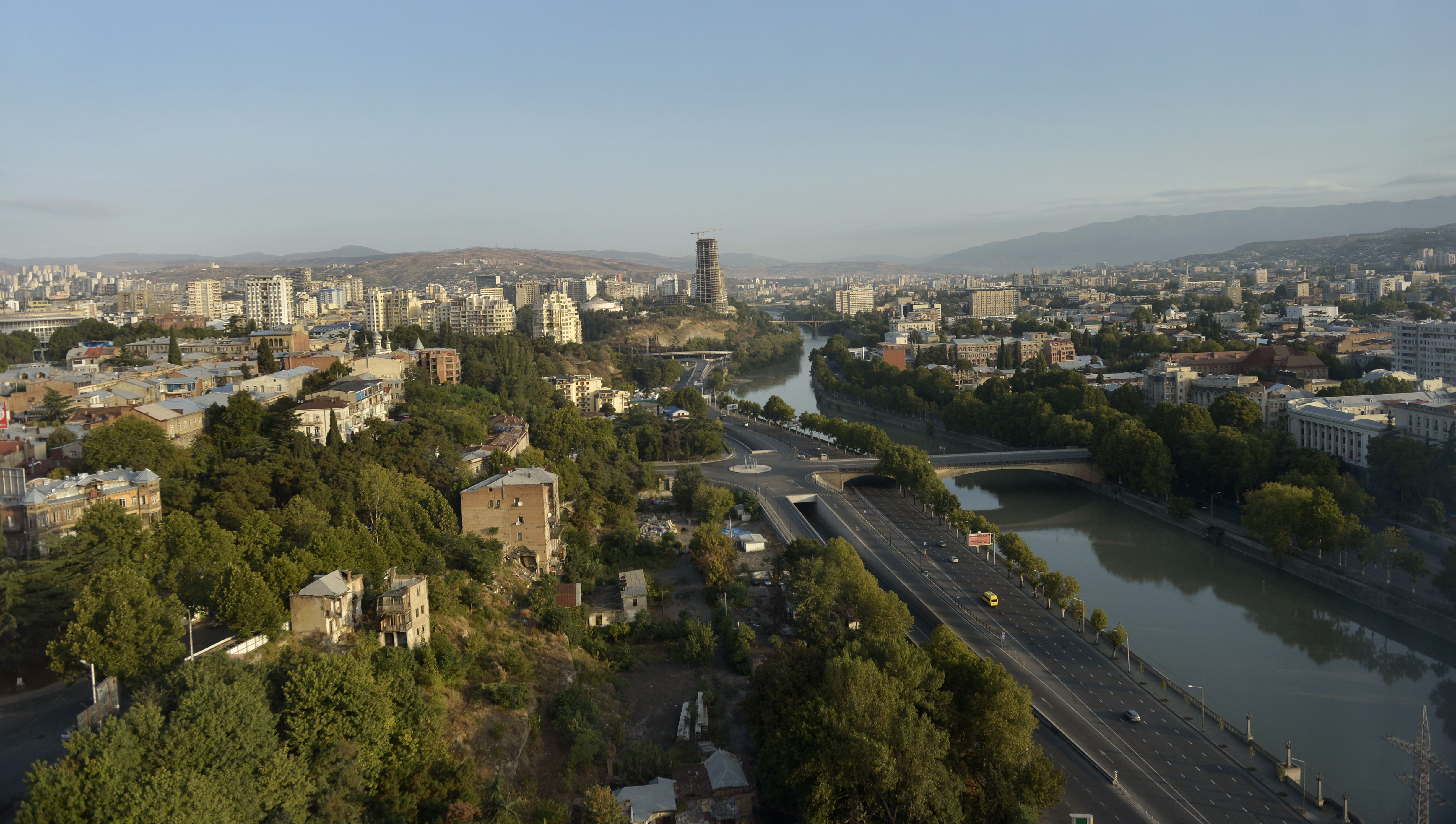
El río entrando en Tbilisi
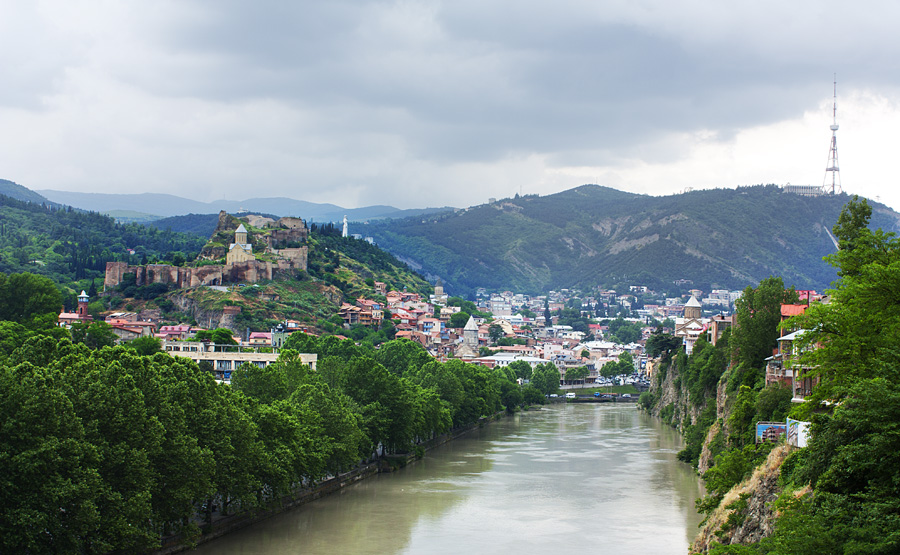
El río en el centro de Tbilisi
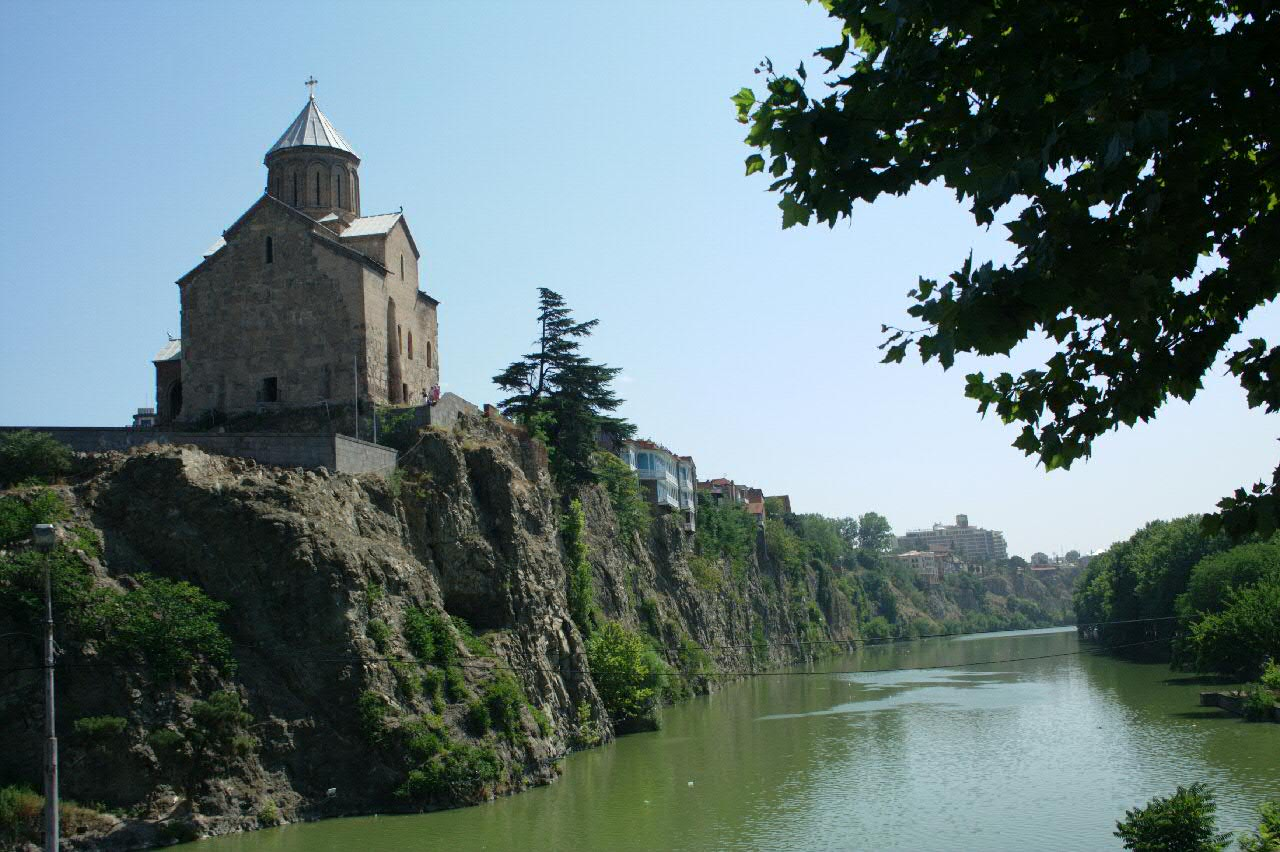
La iglesia de Meteji al borde del acantilado
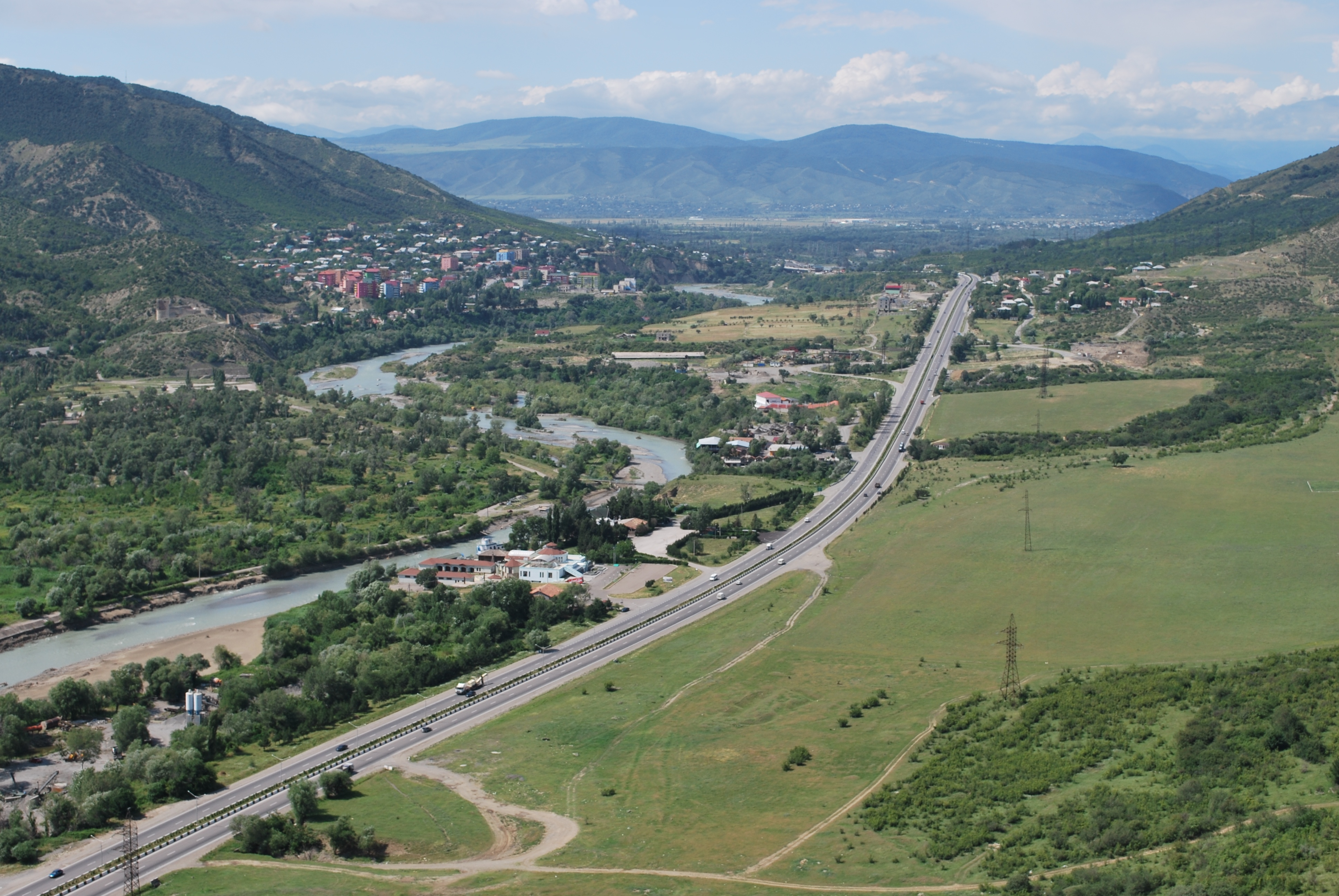
El valle, mostrando la autopista cercana al río

Sigue el río aguas abajo hacia el sureste, entrando en la región de Kvemo Kartli y alcanzando enseguida Krtsanisi y luego su capital, Rustavi (122 900 hab. en 2013), una ciudad fundada por los soviéticos en 1948 como hogar de los trabajadores de una planta metalúrgica cercana, construida entre 1941 y 1950 para procesar el mineral ferroso de la vecina Azerbaiyán. Rustavi se convirtió desde entonces en un importante centro industrial de la región transcaucásica, con industrias del fresado de hierro y el acero y manufacturas de productos metálicos y químicos.
Tras pasar por Pirveli Kesalo y recibir por la margen derecha al Algeti (108 km), que drena un grupo de lagos de inundación próximo al curso principal del Kurá y llega desde el parque nacional de Algeti, el Kurá entra en Azerbaiyán.

### Curso en Azerbaiyán

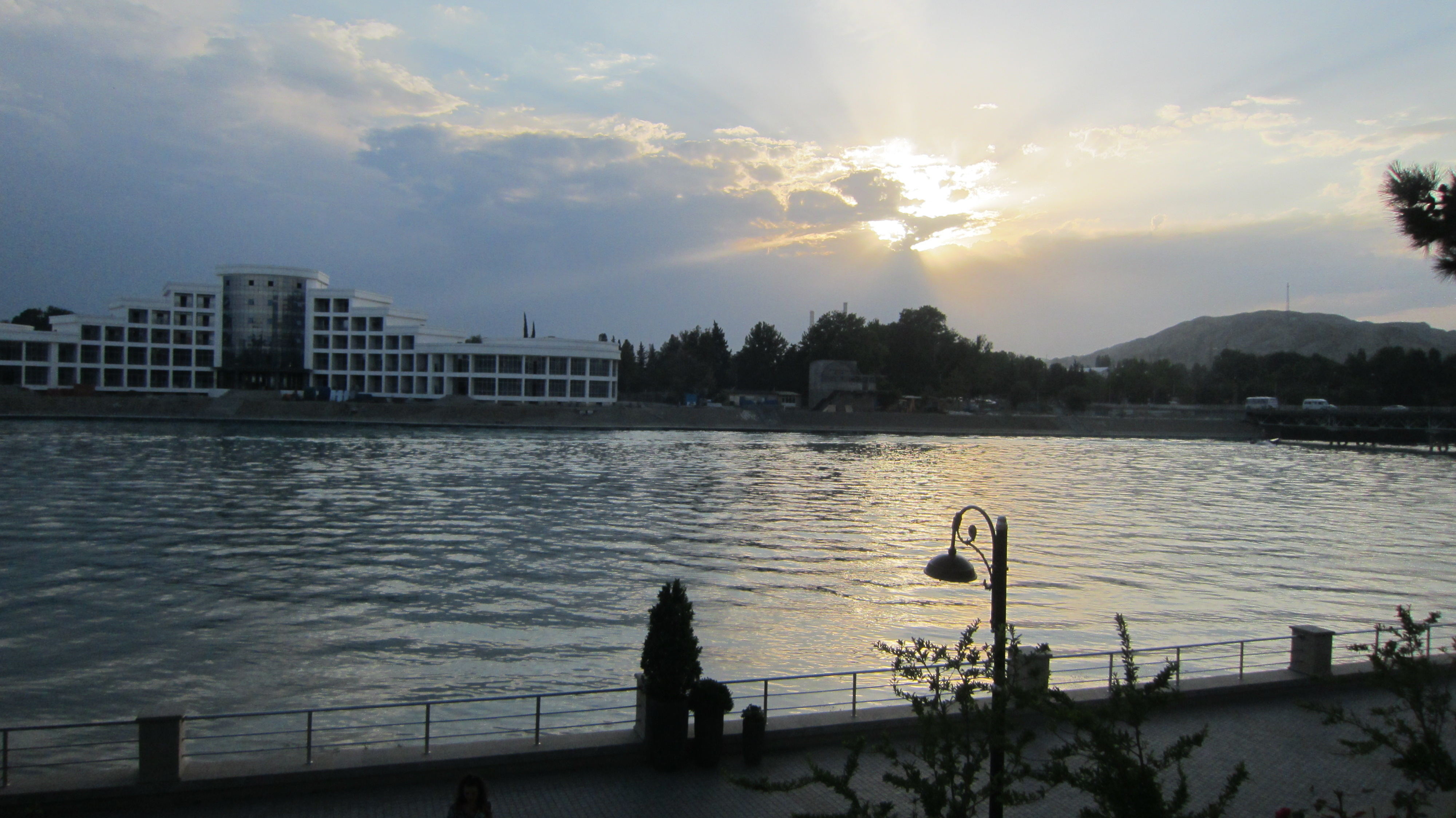
Atardecer en el río a su paso por Mingachevir

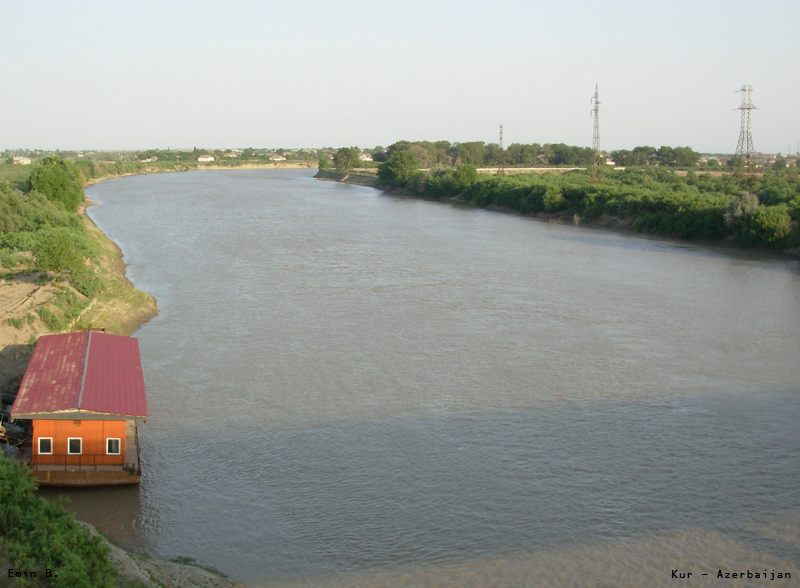
El Kurá en Azerbaiyán

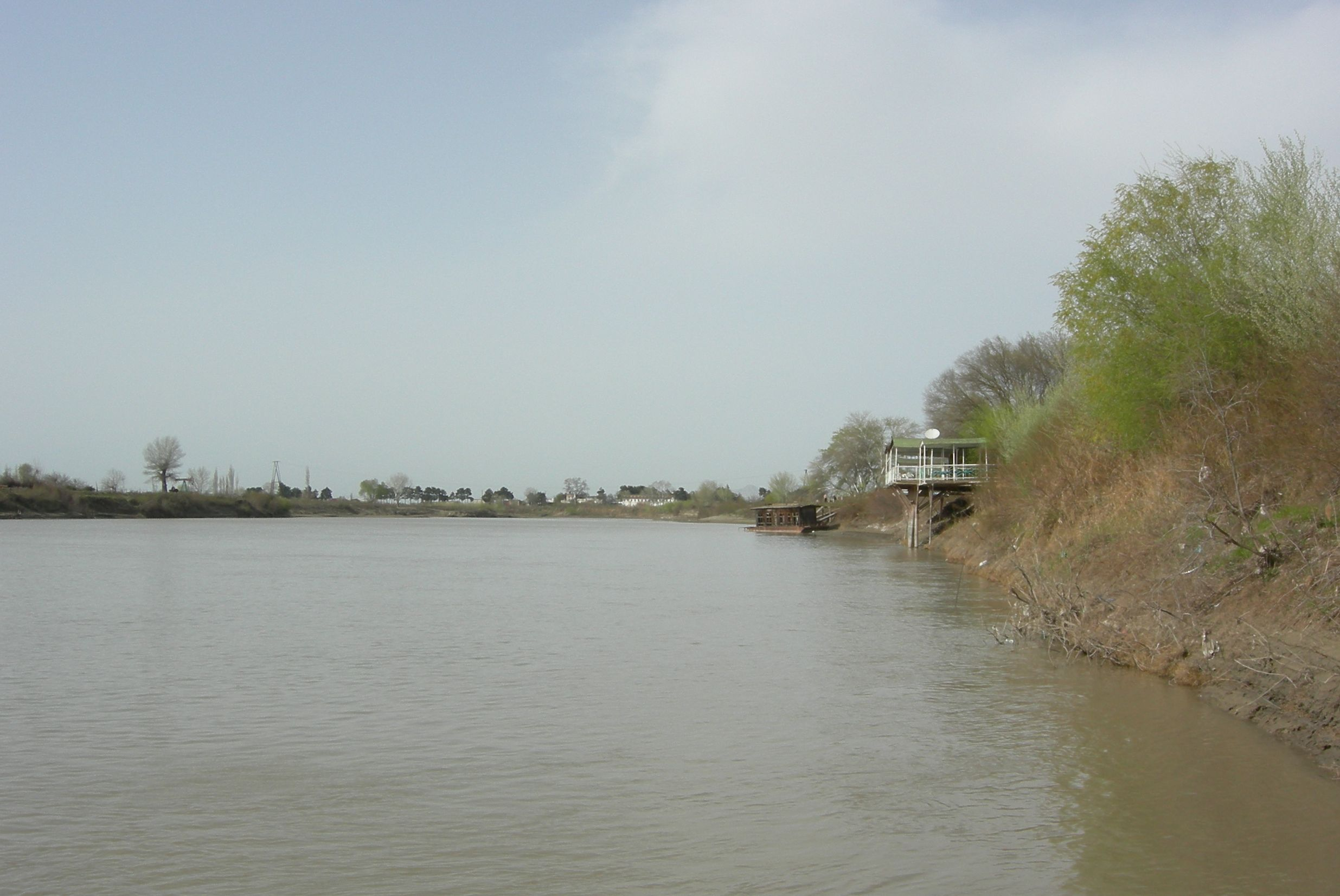
El Kurá en Şirvan

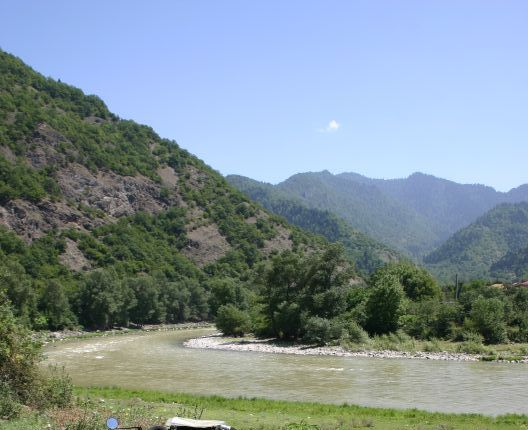
Las cabeceras del Kurá (aquí Mtkvari) cerca de Akhaltsikhe, Georgia

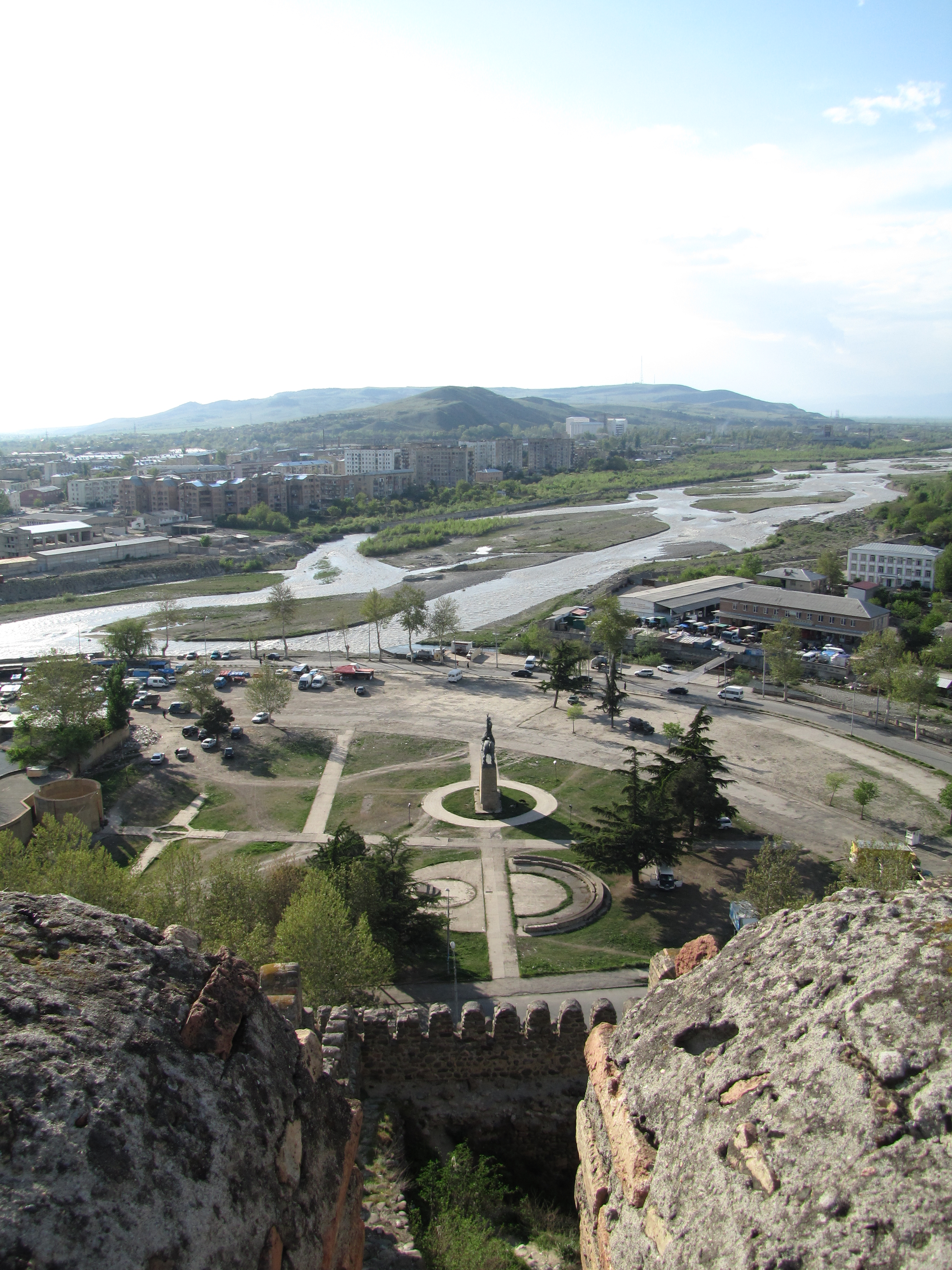
El río visto desde la fortaleza de Gori

Entra en Azerbaiyán siendo límite entre el raión de Gazaj y el raión de Agstafa, y nada más pasar la frontera recibe, por la margen derecha, al río Khrami (201 km). Después forma el límite meridional de la Reserva estatal Gara-Yaz, un área protegida de 96,58 km² establecida en 1978 (y ampliada en 2003) para proteger y restaurar los bosques de ribera (álamo blanco, roble, aliso y acacia blanca) alrededor del río, sistemas ecológicos llamados tugai (terreno de inundación) excepcionales y en peligro.
Después de recibir por la izquierda al Agstev (133 km), sigue por los raiones de Tovuz, Shamkir y Samuj, donde llega a la cola del embalse de Shamkir (116 km²), el primero de un grupo de embalses construidos en este tramo del río. Sigue después por el embalse de Yenikend (23,2 km²) y al poco alcanza la cola del gran embalse de Mingachevir, donde recibe, por la izquierda, al largo río Alazani (413 km). El embalse de Mingechevir, un gran embalse construido por los soviéticos entre 1945-1953, ha creado la mayor superficie de agua del país, con una superficie de 605 km² y más de 70 km de longitud, cuya presa está justo encima de la ciudad de la que toma el nombre, Mingachevir (99 775 hab. en 2008). Además de regular el río y permitir la irrigación, esos embalses alimentan varias centrales hidroeléctricas, la mayor la de Mingachevir, con 420 MW. El embalse está en los raiones de Goranboy y Yevlaj.
Sigue después el Kurá pasando por la pequeña localidad de Varvara (1634 hab.) y luego por Yevlaj (59 036 hab. en 2012), la capital del raión. El río entra en la llanura de Kur-Araz y tiene un curso típicamente de llanura, con muchos meandros y brazos, pequeñas islas y cursos abandonados. Sigue su avance el Kurá hacia el este siendo límite entre los raiones de Agdash (N) y Bardá (S), en un tramo en el que recibe por la margen derecha al río Tartar (200 km) y al río Khachinchay (? km). Sigue siendo el río límite entre raiones, esta vez entre Zardab (N) y Aghyabadi y Beylagan (S), en una sección en la que recibe por la margen derecha al río Gargar (115 km), y por la izquierda al río Turyan (134 km), en cuya confluencia está la capital del raión Zardab (11 658 hab. en 2010), y a –3 m de altitud.
Sigue el Kurá como límite entre raiones, ahora entre Kurdamir (N) y Ismailli (S), donde pasa frente a las pequeñas localidades de Alvand y Aliyetmazli. Luego entra en el raión de Sabirabad y llega a la capital del raión, Sabirabad (29 665 hab. en 2008), localizada en la confluencia con su principal afluente, el río Aras, que llega por la margen derecha desde el suroeste y que con 1072 km es casi tan largo como el propio Kurá. Luego el río marca el límite entre el propio raión de Sabirabad y el de Hayigabul, hasta alcanzar la ciudad de Shirván (81 200 hab. en 2010).

Luego es límite entre los raiones de Sabirabad y Salyán, que cruza momentáneamente para tras formar otra vez límite entre Salyan y Neftchala, entrar en este último y alcanzar la capital del raión, Neftchala (20 510 hab. en 2010), justo en la desembocadura en el mar Caspio.

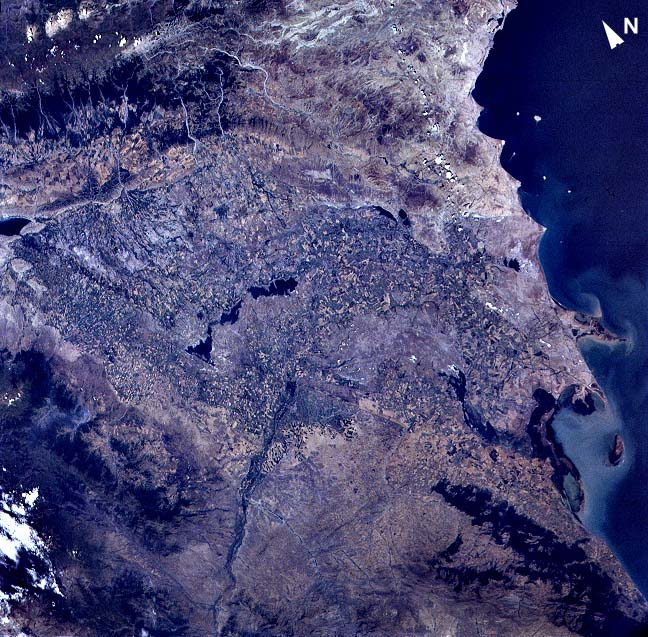
Vista de satélite del delta del Kurá

## Características naturales
La mayor parte del río Kurá discurre en un amplio y profundo valle entre las montañas del Gran Cáucaso y el Cáucaso Menor, y su principal afluente, el Aras, drena la mayor parte del Cáucaso meridional y las cordilleras del extremo septentrional de Oriente Medio. La totalidad de Armenia y la mayor parte de Azerbaiyán drenan a través del Kurá, aunque el Kurá no discurre nunca por la actual Armenia. También son partes de la cuenca del Kurá áreas de Turquía, Georgia, y un poco en el norte de Irán. La mayor caída de altitud en el río se produce en los primeros 200 km. Mientras que el río comienza a los 2740 m sobre el nivel del mar, su elevación es de 693 m en el momento en que llega a Khashuri, en el centro de Georgia, justo después de salir de las montañas, y tan sólo de 291 m cuando llega a Azerbaiyán.

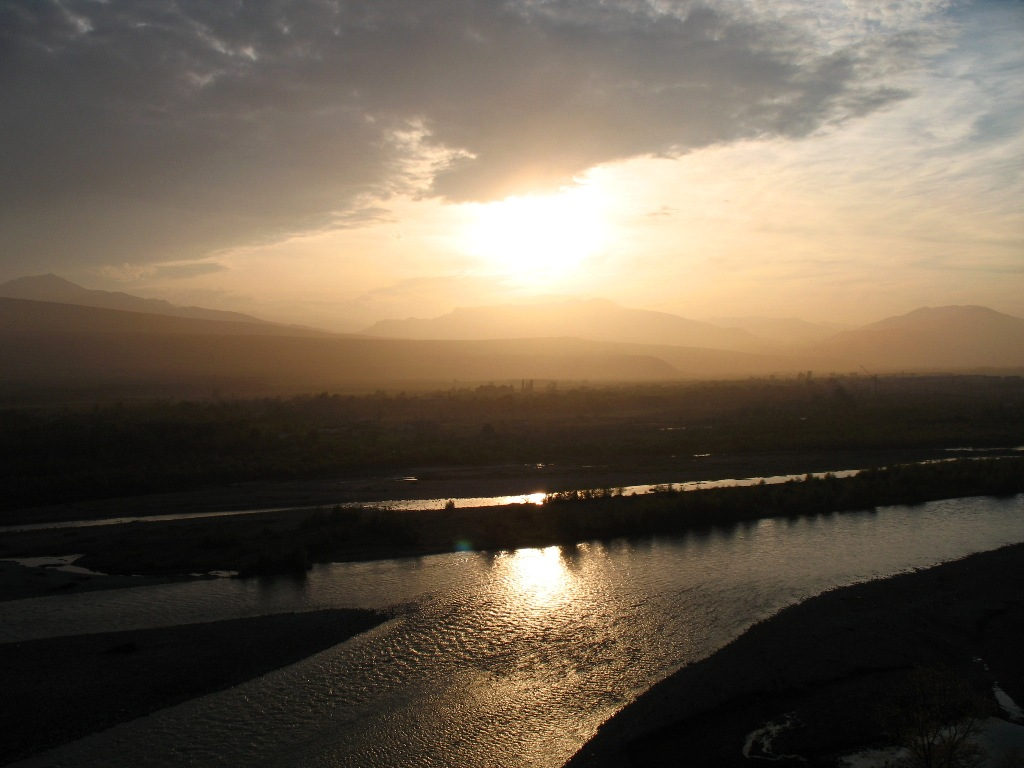
El Kurá (Mtkvari) cerca de Gori, Georgia

La parte inferior del río fluye a través de las tierras bajas de la llanura de Kur-Araz, que cubren la mayor parte del centro de Azerbaiyán y colinda con el mar Caspio. El Kurá es el tercer río más grande de los ríos que desembocan en el mar Caspio, después del Volga y del Ural, y su delta es el cuarto mayor del Caspio. El delta se divide en tres secciones principales, o "mangas", compuestas por los sedimentos que el río ha ido depositando en diferentes períodos de tiempo. Antes de 1998, el río recorría todo el curso hasta la punta del delta, donde desaguaba en el Caspio. En ese año, el río escapó de su canal y comenzó a fluir hacia el oeste, dejando los últimos kilómetros abandonados. Se cree que ese cambio de rumbo fue el resultado de un aumento en el nivel del Caspio junto con una gran inundación del Kurá.
Unos 174 km del río se encuentra en Turquía, 435 km en Georgia, y 906 km en Azerbaiyán. Unos 5500 km² de la cuenca se encuentran en Turquía, 29 743 km² en Armenia, 46 237 km² en Georgia, 56 290 km² de Azerbaiyán, y cerca de 63 500 km² están en Irán. En la confluencia con el río Aras, el área de drenaje del afluente es en realidad más grande que la del propio Kurá en alrededor de un 4 %, y también es más largo. Sin embargo, debido a las condiciones más áridas y a un uso igualmente intensivo de sus aguas, la descarga del Aras es mucho menor que la del Kurá, por lo que aguas abajo de la confluencia el río todavía se llama Kurá. Alrededor del 52 % del caudal del río proviene de deshielo y los glaciares, el 30 % proviene de la filtración de aguas subterráneas, y aproximadamente el 18 % de la precipitación. Debido a la alta utilización de agua, muchos de los afluentes más pequeños del Kurá ya no logran llegar al río, desapareciendo en la llanura muchos kilómetros antes de sus bocas originales.

## Ecología

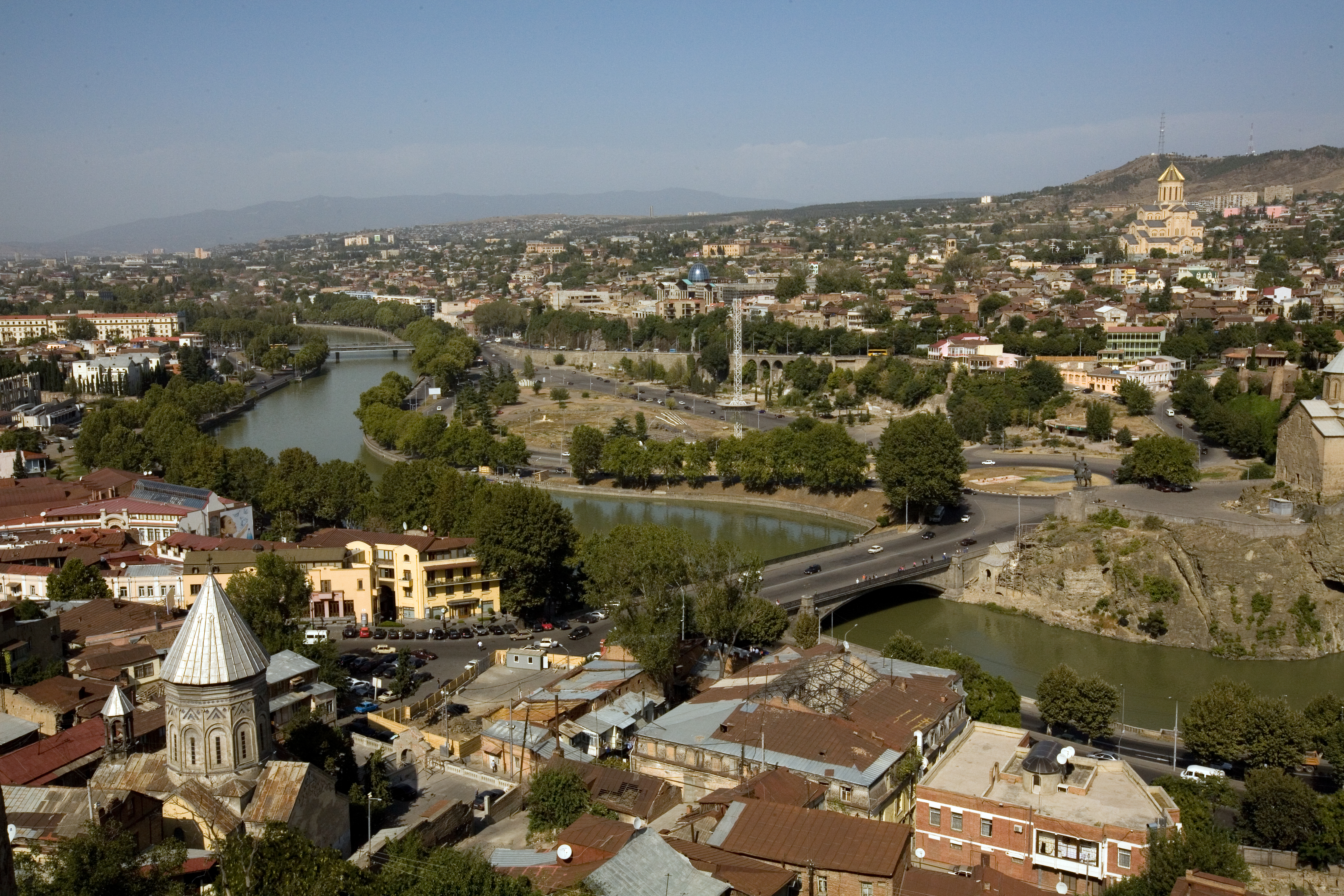
El Kurá (Mtkvari) en Tbilisi, Georgia

La estepa caracteriza las zonas áridas de la cuenca del río Kurá, mientras se encuentran a menudo praderas en las zonas alpinas. La zona del río Kurá se considera como parte de la ecorregión Drenajes del Kurá-Mar Caspio Sur (Kura-South Caspian Sea Drainages). Algunas secciones del río fluyen a través de un medio de semi-desierto y en ellos la cubierta forestal es escasa. Casi 60 especies de peces se encuentran en el río Kurá y sus afluentes. Algunas familias comunes incluyen las lochas, Alburnus, truchas y nase y muchos de estos peces son endémicos de la región, siendo el Kurá el que tiene mayor número de especies endémicas de los ríos caucásicos. La sección superior del río soporta mucha más biodiversidad que la mitad inferior, que suele estar más turbia y contaminada. Este patrón también es evidente en la mayoría de sus afluentes, especialmente en los más grandes que abarcan más zonas climáticas, como el Aras y el Alazani. Hay muchos lagos y humedales próximos al curso inferior del Kurá, la mayoría de los cuales se formaron en las grandes inundaciones, y algunos de ellos con el agua de escorrentía del riego. También se forman muchos lagos en las desembocaduras de los pequeños afluentes que ya no logran alcanzar su destino final en el Caspio la mayor parte del tiempo. El nombre local de estos lagos se traduce como «lago muerto» o «agua muerta», lo que sugiere que estos lagos no soportan mucha biodiversidad.

## Economía y usos humanos
Anteriormente navegable hasta Tbilisi, la ciudad más grande en el río, la cantidad de agua en el Kurá ha disminuido en gran medida en el siglo XX debido a un amplio uso para el riego, el suministro de aguas municipales y la generación de hidroelectricidad. El Kurá es considerado como una de las cuencas fluviales más estresadas en Asia. La mayor parte del agua proviene del deshielo y de las infrecuentes precipitaciones en las montañas, lo que causa graves inundaciones y una gran cantidad de agua durante un breve periodo de tiempo del año (generalmente en junio y julio), y un caudal base sostenido relativamente bajo. La cubierta forestal es escasa, sobre todo en las cabeceras del Kurá y del Aras, y la mayor parte del agua que cae en las montañas corre por escorrentía en lugar de alimentar las aguas subterráneas. Los intentos de controlar las inundaciones, hechos en su mayoría en la época soviética, aparejaron la construcción de escolleras, diques y presas, la mayor de ellas, la de Mingachevir, con una presa escollera de 80 m de altura que embalsa 15,73 km³ de agua. Sin embargo, debido al alto contenido de sedimentos que llevan los ríos en la cuenca del Kurá, la eficacia de estos trabajos de prevención de inundaciones es limitada y disminuye cada año.
La agricultura de riego ha sido uno de los pilares económicos principales del valle inferior del Kurá desde la antigüedad. Debido a las aguas sacadas para usos de riego, hasta el 20 % del agua que antes fluía en el río ya no alcanza el mar Caspio. Más del 70 % del agua en el río Iori (Gabirry), un importante afluente del Kurá, se gasta antes de que llegue al embalse de Mingachevir, donde desagua. De los 4 525 000 ha de tierras agrícolas en la cuenca baja del río Kurá, 1 426 000 ha, alrededor del 31 %, son de regadío. Mucha del agua desviada del río para el riego se desperdicia debido a las fugas en los canales, a la evaporación, a la falta de mantenimiento y a otras causas. Las fugas de agua provocan que las aguas subterráneas se eleven, en algunas zonas tanto que unas 267 000 ha de tierra quedan tan anegadas que ya no son aptas para la agricultura. Cerca de 631 000 ha de las tierras de regadío tienen un contenido de sal peligrosamente alto, debido a los depósitos minerales del riego. De esta cantidad, 66 000 ha están muy salinizadas. El agua de retorno del riego, que regresa al río por un extenso pero anticuado sistema de drenaje, contribuye a la contaminación grave. Alguna de esta degradación también es provocada por el vertido de aguas residuales industriales y municipales.

## Hidrología
El caudal o módulo del río ha sido observado durante 55 años (1930-1984) en Surra, a 140 km de su desembocadura (con una cuenca aproximada de unos 178 000 km², el 84,0 % del total). Mensualmente varió en ese periodo entre 120 m³/s y 2250 m³/s.
| Caudal medio mensual del Kurá en la estación de Surra (Datos calculados en el período de 55 años, 1930-1984, en m³/s) |
| |